# Postleitzahl (Rumänien)
Die rumänischen Postleitzahlen sind sechsstellig.

## Systematik

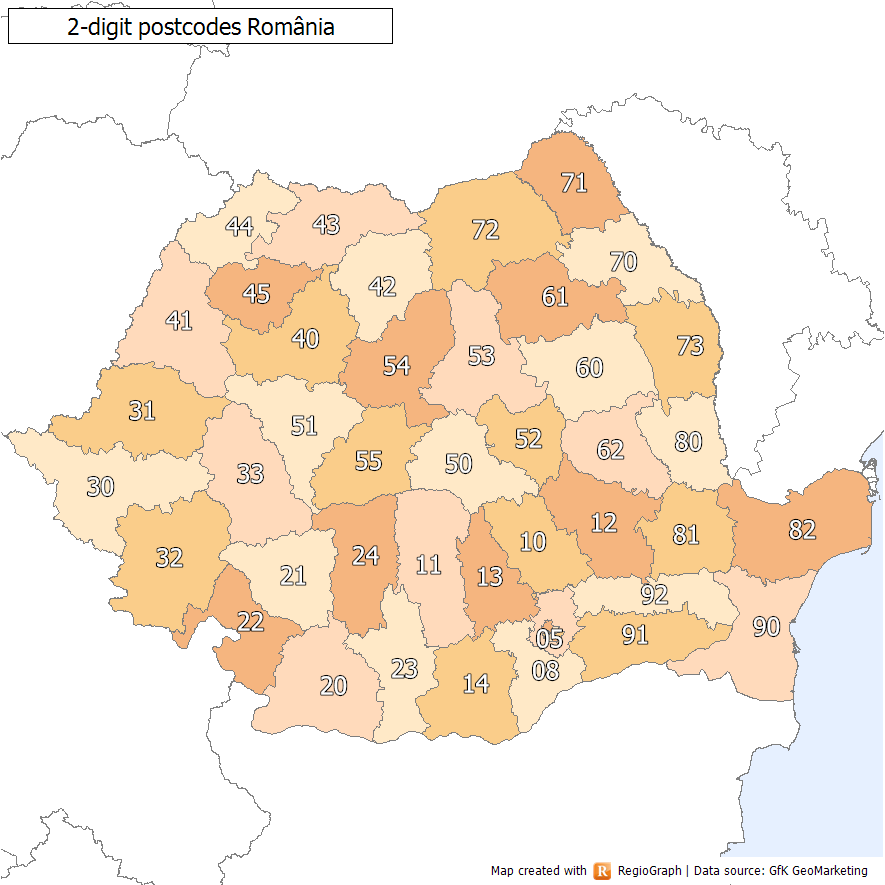
PLZ-2-Gebiete von Rumänien (Regionen, die von den ersten beiden Stellen der Postleitzahl gebildet werden)

Es gibt keine Trennzeichen oder Absetzungen. Die ersten beiden Ziffern sind jeweils einem Kreis (rum. județ) zugeordnet. Die erste Ziffer unterscheidet die zehn Postregionen. Die zweite Ziffer kann einen Wert zwischen 0 und 5 haben. Davon ausgenommen ist die Postregion Bukarest. Hier werden die sechs Sektoren der Hauptstadt unterschieden (01 bis 06). Darüber hinaus werden die Kreise Ilfov und Giurgiu von der Bukarester Post betreut, weshalb hier die Postleitzahlen mit 07 bzw. 08 beginnen.  Die genaue Postleitzahl ist von der Straße abhängig.

## Geschichte
Postleitzahlen wurden in Rumänien 1974 eingeführt. Sie waren damals vierstellig. Zum 1. Mai 2003 wurde das System komplett umgestellt und die sechsstelligen Postleitzahlen eingeführt.

## Regionen
- 000000 București
- 070000 Buftea (Kreis Ilfov)
- 080000 Giurgiu (Kreis Giurgiu)
- 100000 Ploiești (Kreis Prahova)
  - 106100 Sinaia
- 110000 Pitești (Kreis Argeș)
- 120000 Buzău (Kreis Buzău)
- 130000 Târgoviște (Kreis Dâmbovița)
- 140000 Alexandria (Kreis Teleorman)
  - 145200 Turnu Măgurele
- 200000 Craiova (Kreis Dolj)
- 210000 Târgu Jiu (Kreis Gorj)
- 220000 Drobeta Turnu Severin (Kreis Mehedinți)
- 230000 Slatina (Kreis Olt)
- 240000 Râmnicu Vâlcea (Kreis Vâlcea)
- 300000 Timișoara (Kreis Timiș)
  - 305100 Buziaș
  - 307110 Ciacova
  - 305200 Deta
  - 305300 Făget
  - 307185 Gătaia
  - 305400 Jimbolia
  - 305500 Lugoj
  - 307340 Recaș
  - 305600 Sânnicolau Mare
  - 307070 Bogda
- 310000 Arad (Kreis Arad)
  - 315100 Chișineu-Criș
  - 315200 Curtici
  - 315300 Ineu
  - 315400 Lipova
  - 315500 Nădlac
  - 315600 Pâncota
  - 317235 Pecica
  - 317280 Sântana
  - 315700 Sebiș
  - 317122 Frumușani
- 320000 Reșița (Kreis Caraș-Severin)
  - 325100 Anina
  - 325200 Băile Herculane
  - 325400 Caransebeș
  - 325500 Moldova Nouă
  - 325600 Oravița
  - 325700 Oțelu Roșu
- 330000 Deva (Kreis Hunedoara)
- 400000 Cluj-Napoca (Kreis Cluj)
  - 401000 Turda
  - 405200 Dej
  - 405300 Gherla
- 410000 Oradea (Kreis Bihor)
- 417585 Tileagd
- 420000 Bistrița (Kreis Bistrița-Năsăud)
- 430000 Baia Mare (Kreis Maramureș)
- 440000 Satu Mare (Kreis Satu Mare)
- 450000 Zalău (Kreis Sălaj)
- 500000 Brașov (Kreis Brașov)
  - 505100 Codlea
  - 505200 Făgăraș
  - 505400 Râșnov
  - 505500 Rupea
  - 505600 Săcele
  - 505800 Zărnești
  - 507015 Bod
  - 507025 Bran
  - 507055 Cristian
  - 507065 Feldioara
  - 507067 Rotbav
  - 507075 Ghimbav
  - 507080 Hălchiu
  - 507085 Hărman
  - 507120 Măieruș
  - 507165 Prejmer
  - 507166 Stupinii Prejmerului
  - 507190 Sânpetru
  - 507195 Șercaia
  - 507218 Rodbav
  - 507270 Vulcan
- 510000 Alba Iulia (Kreis Alba)
  - 515800 Sebeș
- 520000 Sfântu Gheorghe (Kreis Covasna)
- 530000 Miercurea Ciuc (Kreis Harghita)
- 540000 Târgu Mureș (Kreis Mureș)
  - 545400 Sighișoara
- 550000 Sibiu (Kreis Sibiu)
  - 551000 Mediaș
- 600000 Bacău (Kreis Bacău)
- 610000 Piatra Neamț (Kreis Neamț)
- 620000 Focșani (Kreis Vrancea)
- 700000 Iași (Kreis Iași)
- 710000 Botoșani (Kreis Botoșani)
- 720000 Suceava (Kreis Suceava)
  - 725300 Gura Humorului
  - 725500 Siret
- 730000 Vaslui (Kreis Vaslui)
- 800000 Galați (Kreis Galați)
- 810000 Brăila (Kreis Brăila)
- 820000 Tulcea (Kreis Tulcea)
  - 825100 Babadag
  - 825200 Isaccea
  - 825300 Măcin
  - 825400 Sulina
- 900000 Constanța (Kreis Constanța)
  - 905100 Murfatlar
  - 905200 Cernavodă
  - 905300 Eforie
  - 905400 Hârșova
  - 905500 Mangalia
  - 905600 Medgidia
  - 905700 Năvodari
  - 905800 Negru Vodă
  - 905900 Ovidiu
  - 906100 Techirghiol
- 910000 Călărași (Kreis Călărași)
- 920000 Slobozia (Kreis Ialomița)